# بوب تسيغلر
بوب تسيغلر (بالإنجليزية: Bob Ziegler) هو محامي وسياسي أمريكي، ولد في 27 مارس 1921، وتوفي في 29 سبتمبر 1991. انتخب عضو مجلس ولاية ألاسكا.